# Marta Handschke
Marta Kinga Handschke (ur. 1972) – polska artystka zajmująca się fotografią, grafiką, literaturą i muzyką.

## Życiorys
Ukończyła fotografię na Akademii Sztuk Pięknych w Poznaniu. Zajmuje się także grafiką użytkową i ilustracją. Projektuje m.in. plakaty i okładki płyt (m.in. Asthmatic Miłości). Współpracuje jako ilustratorka i felietonistka z „Gazetą Wyborczą”. Związana jest z trójmiejską sceną muzyczną, pisała teksty piosenek lub śpiewała w takich zespołach jak Oczi Cziorne, Kobiety, Kury czy Trupy. W 2018 zadebiutowała jako pisarka książką „Brzuch Matki Boskiej”, za którą zdobyła nagrodę jury w konkursie „Najlepsza książka na Gwiazdkę” serwisu granice.pl.
Mieszka w Gdańsku. Córka Gabrieli. Jej mężem był muzyk Tymon Tymański, z którym ma syna Kosmę Tymańskiego.

## Publikacje
- Marta Handschke, Brzuch Matki Boskiej, Wołowiec: Wydawnictwo Czarne, 2018, s. 171, ISBN 978-83-8049-743-6.